# Eilema ochraceola
Eilema ochraceola là một loài bướm đêm thuộc phân họ Arctiinae, họ Erebidae.